# Lampris megalopsis
O Opah olhudo do Pacífico ou Peixe sol real do Pacífico (Lampris megalopsis) é uma espécie de opah do gênero lampris.

## Descoberta
A espécie era considerada como holótipo do Lampris guttatus em 2014, mas em 2018 foi descrito como nova espécie.

## Distribuição
Até onde se sabe, são encontrados no noroeste do Oceano Pacífico, na costa noroeste da Austrália.

## Habitat
São encontrados nas águas oceânicas pelágicas e mesopelágicas, na profundidade entre 0-500 m.

## Tamanho
Podem chegar a medir até 185 cm.

## Alimentação
Sua alimentação é desconhecida, mas provavelmente seja plâncton, zoplâncton, fitoplâncton e larvas pelágicas de peixes e crustáceos.